# Ophiuche parancara
Ophiuche parancara là một loài bướm đêm trong họ Erebidae.